# Penang Open 2008
Die Penang Open 2008 im Badminton fanden vom 27. bis zum 30. August 2008 in der Bukit Dumbar Badminton Hall in Jelutong statt.

## Sieger und Platzierte
| Disziplin    | Gold                         | Silber                         | Bronze                            |
| ------------ | ---------------------------- | ------------------------------ | --------------------------------- |
| Herreneinzel | Roslin Hashim                | Muhammad Hafiz Hashim          | Arif Abdul Latif                  |
| Herreneinzel | Roslin Hashim                | Muhammad Hafiz Hashim          | Daren Liew                        |
| Dameneinzel  | Julia Wong Pei Xian          | Tee Jing Yi                    | Stephanie Shalini                 |
| Dameneinzel  | Julia Wong Pei Xian          | Tee Jing Yi                    | Sutheaswari Mudukasan             |
| Herrendoppel | Koo Kien Keat Tan Boon Heong | Chan Chong Ming Chew Choon Eng | Chan Peng Soon Lim Khim Wah       |
| Herrendoppel | Koo Kien Keat Tan Boon Heong | Chan Chong Ming Chew Choon Eng | Khoo Chung Chiat Tan Bin Shen     |
| Damendoppel  | Fong Chew Yen Mooi Hing Yau  | Chin Eei Hui Chong Sook Chin   | Lim Yin Loo Marylen Ng Poau Leng  |
| Damendoppel  | Fong Chew Yen Mooi Hing Yau  | Chin Eei Hui Chong Sook Chin   | Ng Hui Lin Woon Khe Wei           |
| Mixed        | Koo Kien Keat Ng Hui Lin     | Tan Wee Kiong Woon Khe Wei     | Razif Abdul Latif Chong Sook Chin |
| Mixed        | Koo Kien Keat Ng Hui Lin     | Tan Wee Kiong Woon Khe Wei     | Hoon Thien How Chin Eei Hui       |

## Referenzen
- http://tournamentsoftware.com/sport/winners.aspx?id=CCCE03F4-A4F0-4EEC-BDED-DA866DD65A5A